# Васильковское викариатство
Васи́льковское викариа́тство — викариатство Киевской епархии Украинской Православной Церкви Московского патриархата.
Учреждено 22 ноября 2000 года решением Священного Синода Украинской православной церкви. Названо по городу Васильков Киевской области (древний Василев).

## Епископы
- 24 декабря 2000 — 10 ноября 2005 — Пантелеимон (Бащук)
- 13 ноября 2005 — 8 мая 2008 — Лука (Коваленко)
- 24 сентября 2008 — 20 декабря 2012 — Пантелеимон (Поворознюк)
- 17 марта 2013 — 23 ноября 2022 — Николай (Почтовый)
- с 23 ноября 2022 — Иоасаф (Губень)